# Strada statale 188 Centro Occidentale Sicula
La strada statale 188 Centro Occidentale Sicula (SS 188) è una strada statale italiana che taglia latitudinalmente la Sicilia occidentale da Marsala a Lercara Friddi.
Si divide in due diversi tronchi: il primo da Marsala al bivio Centovernari, nei pressi di Prizzi; il secondo dal bivio Filaga a Lercara Friddi.

## Storia
La strada statale 188 venne istituita nel 1953 con il seguente percorso: "Dalla SS. n. 115 in Marsala, per Salemi, alla SS. n. 119 (Santa Ninfa); da questa, per Partanna, Santa Margherita Belice, Portella Misilbesi, Sambuca, Chiusa Sclafani, Palazzo Adriano, alla SS. n. 118 (bivio Centovernari); da questa (bivio Filaga), per Lercara Friddi alla SS. n. 121 (bivio Manganaro)."
Il tratto da Lercara Friddi al bivio Manganaro è stato passato poi ad essere parte della strada statale 189 della Valle del Platani. La strada permette di collegare Catania con le città di Marsala e Trapani (tramite la SS 188 Dir.A e la SS 113 Settentrionale Sicula).

## Descrizione

### Da Marsala a Santa Ninfa

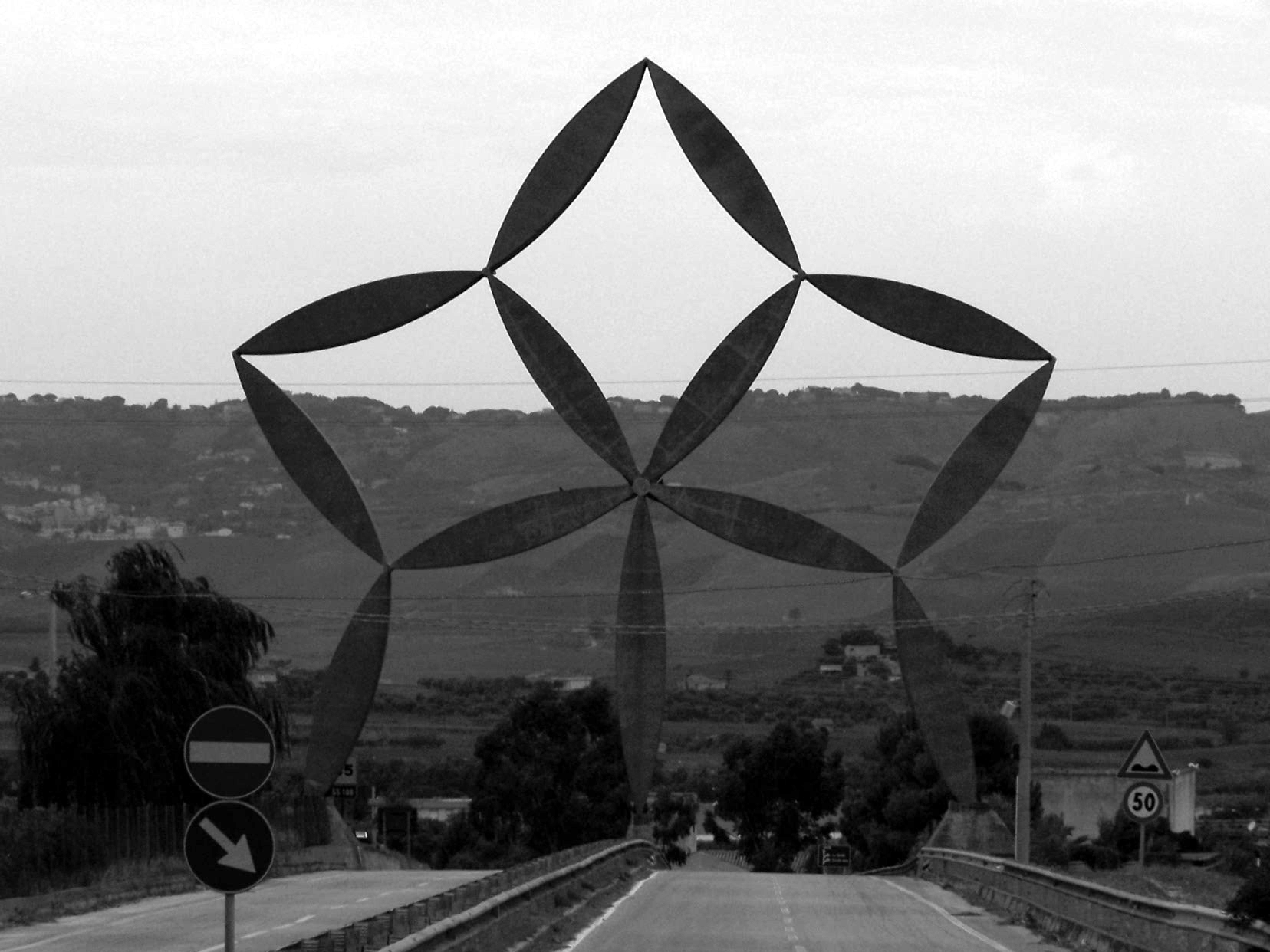
La stella d'ingresso al Belice sulla SS 188 a Gibellina

La strada statale 188 Centro Occidentale Sicula, nel suo percorso storico, si dirama dalla strada statale 115 Sud Occidentale Sicula, in piazza Caprera, a Marsala, benché la progressiva chilometrica parta dal centro cittadino di Marsala. Il tratto gestito dall'ANAS ha inizio al km 5+750, nei pressi dell'intersezione con lo scorrimento veloce Trapani-Marsala, appena fuori dall'area urbana marsalese. La strada prosegue verso est fino a Salemi, e da qui a Gibellina dove la strada viene sovrastata dalla Stella d'ingresso al Belice, opera d'arte in acciaio inox di Pietro Consagra. La strada sale poi a Santa Ninfa, dove nell'abitato confluisce nella strada statale 119 di Gibellina.

#### Tabella percorso
| Centro Occidentale Sicula tratto Marsala-Santa Ninfa |                                               |      |           |
| Tipo                                                 | Indicazione                                   | km   | Provincia |
|                                                      | Marsala Sud Occidentale Sicula                | 0,0  | TP        |
|                                                      | Scorrimento veloce Trapani-Marsala            | 5,6  | TP        |
|                                                      | Canale                                        | 6,5  | TP        |
|                                                      | Matarocco                                     | 8,8  | TP        |
|                                                      | per Salemi                                    | 26,6 | TP        |
|                                                      | per Ulmi                                      | 34,0 | TP        |
|                                                      | Salemi Centro Occidentale Sicula              | 37,7 | TP        |
|                                                      | per Mazara del Vallo                          | 41,1 | TP        |
|                                                      | Palermo-Mazara del Vallo (Svincolo di Salemi) | 43,9 | TP        |
|                                                      | Gibellina                                     | 44,6 | TP        |
|                                                      | Stella d'ingresso al Belice                   | 45,0 | TP        |
|                                                      | Gibellina                                     | 45,3 | TP        |
|                                                      | Santa Ninfa di Gibellina                      | 49,7 | TP        |

### Da Santa Ninfa alla Portella Misilbesi
A Santa Ninfa la strada ha un tratto in comune di circa 2,7 chilometri con la strada statale 119 di Gibellina in direzione sud, senza progressione della chilometrica, per poi staccarsene appena fuori dall'abitato. Dirigendosi verso sud raggiunge Partanna, da dove volge verso est per scendere nella valle del fiume Belice che segna il confine tra le province di Trapani e Agrigento. Risalendo sul versante agrigentino, la strada incontra Montevago, costruito dopo il terremoto del Belice del 1968 accanto al vecchio centro, e subito dopo Santa Margherita di Belice. Da qui la strada volge nuovamente verso sud fino alla modesta Portella Misilbesi (294 m s.l.m.). La realizzazione dello scorrimento veloce Palermo-Sciacca ha modificato la viabilità in corrispondenza della portella: un breve tratto della Palermo-Sciacca è stata realizzata sul sedime della SS 118, che dunque vi confluisce per poi distaccarsene con uno svincolo a circa un chilometro in direzione Palermo.

#### Tabella percorso
| Centro Occidentale Sicula tratto Santa Ninfa-Misilbesi |                                              |      |           |
| Tipo                                                   | Indicazione                                  | km   | Provincia |
|                                                        | di Gibellina                                 | 49,7 | TP        |
|                                                        | Asse del Belice                              | 50,9 | TP        |
|                                                        | Partanna                                     | 55,5 | TP        |
|                                                        | per Salaparuta, Poggioreale                  | 57,3 | TP        |
|                                                        | Fiume Belice                                 | 64,9 | TP/AG     |
|                                                        | per Salaparuta, Poggioreale                  | 71,0 | AG        |
|                                                        | Montevago                                    | 73,0 | AG        |
|                                                        | Santa Margherita di Belice                   | 77,0 | AG        |
|                                                        | Portella Misilbesi Palermo-Sciacca per Menfi | 83,2 | AG        |

### Dalla Portella Misilbesi al Bivio Centovernari

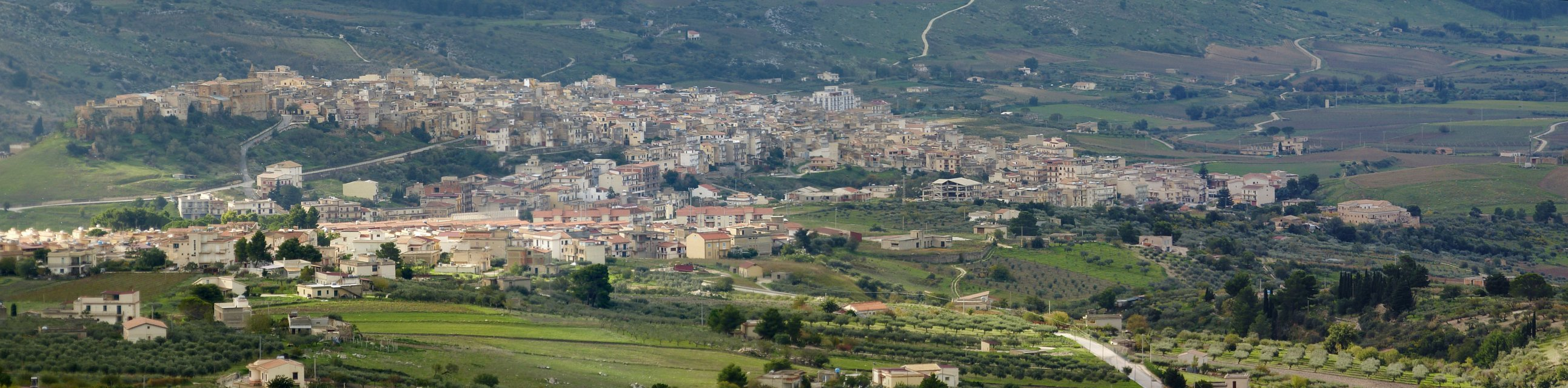
Sambuca di Sicilia, centro attraversato dalla SS 188

Dopo il breve tratto in comune con la SS 624, la strada volge verso est, costeggiando il lago Arancio. Attraversa poi l'abitato di Sambuca di Sicilia, ultimo centro in provincia di Agrigento. Entrata nella provincia di Palermo la SS 188 passa appena sotto l'arroccato abitato di Giuliana e successivamente a Chiusa Sclafani, incrocia la strada statale 386 di Ribera. Un sistema di incroci permette l'allacciamento con la diramazione C per Corleone, in corrispondenza della località Tortorici nel comune di Bisacquino. La strada prosegue ancora verso est, in un territorio sempre meno antropizzato, passando nei pressi del lago di Gammauta e attraversando Palazzo Adriano per poi concludere il suo primo tronco al bivio Centovernari, poco distante da Prizzi.

#### Tabella percorso
| Centro Occidentale Sicula tratto Misilbesi-Bivio Centovernari |                                                |       |           |
| Tipo                                                          | Indicazione                                    | km    | Provincia |
|                                                               | Svincolo Sambuca Palermo-Sciacca               | 84,2  | AG        |
|                                                               | per SS 624, Santa Margherita di Belice         | 91,0  | AG        |
|                                                               | Sambuca di Sicilia                             | 92,0  | AG        |
|                                                               | per San Carlo                                  | 106,0 | PA        |
|                                                               | per Giuliana                                   | 109,3 | PA        |
|                                                               | di Ribera                                      | 112,7 | PA        |
|                                                               | Chiusa Sclafani                                | 113,3 | PA        |
|                                                               | Centro Occidentale Sicula                      | 115,7 | PA        |
|                                                               | Bivio Tortorici ex SS 188 dir/C per Bisacquino | 115,9 | PA        |
|                                                               | Centro Occidentale Sicula                      | 116,1 | PA        |
|                                                               | Palazzo Adriano                                | 131,0 | PA        |
|                                                               | Bivio Centovernari Corleonese Agrigentina      | 140,8 | PA        |

### Dal Bivio Filaga a Lercara Friddi
Il tronco dal Bivio Filaga a Lercara Friddi si allaccia alla strada statale 118 Corleonese Agrigentina in un punto distante quasi 5 chilometri in direzione sud dal bivio Centovernari, dove la SS 188 confluisce nella SS 118. La progressiva chilometrica riparte dal chilometro 141,6, in corrispondenza del bivio Filaga, nei pressi dell'omonimo abitato. La strada scorre nel Parco dei Monti Sicani per giungere infine a Lercara Friddi dove si incontra la strada statale 189 della Valle del Platani.

#### Tabella percorso
| Centro Occidentale Sicula tratto Bivio Filaga-Lercara Friddi |                                     |       |           |
| Tipo                                                         | Indicazione                         | km    | Provincia |
|                                                              | Bivio Filaga Corleonese Agrigentina | 141,6 | PA        |
|                                                              | per Castronovo di Sicilia           | 150,2 | PA        |
|                                                              | Lercara Friddi                      | 158,0 | PA        |
|                                                              | della Valle del Platani             | 159,6 | PA        |